# Bomba guidata

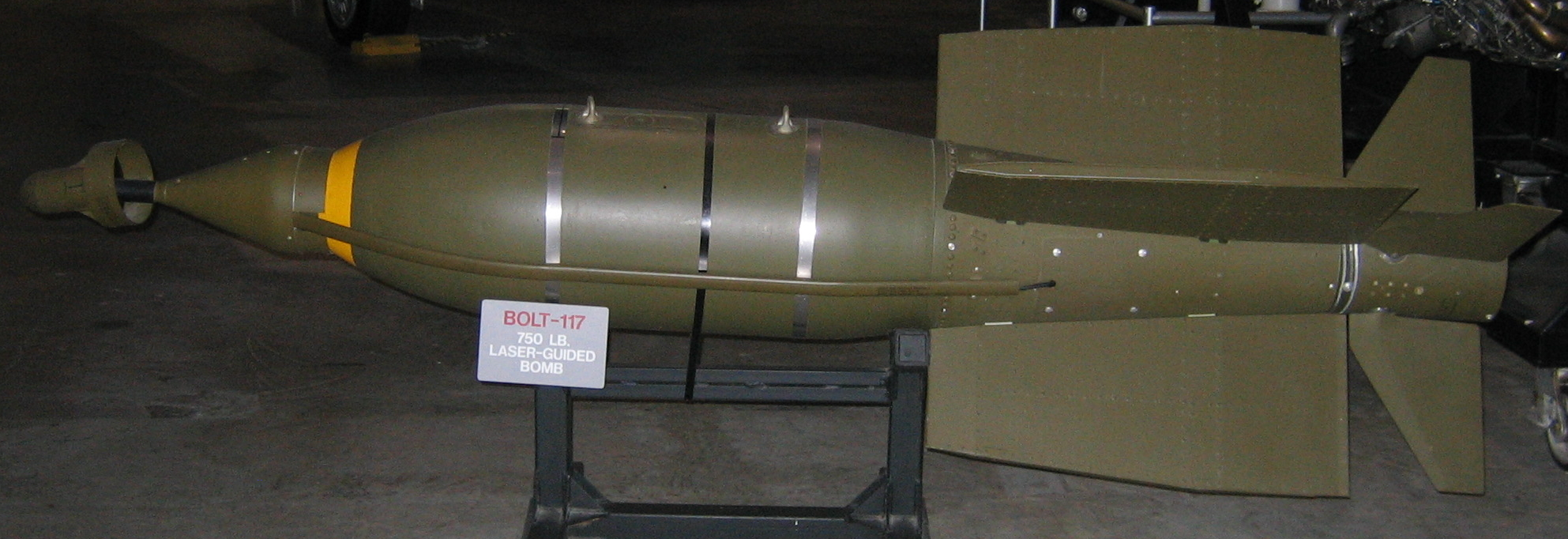
La BOLT-117, prima bomba a guida laser della storia

Una bomba guidata (anche nota come bomba intelligente o in terminologia anglosassone smart bomb) è una bomba aeronautica progettata per colpire con precisione uno specifico bersaglio e minimizzare i danni a quanto è estraneo al suo obiettivo. Poiché gli effetti delle armi esplosive diminuiscono con il cubo della distanza, anche piccoli miglioramenti nella precisione, e quindi nella riduzione degli errori, aumentano la possibilità di colpire bersagli efficacemente pur impiegando bombe più piccole. Di conseguenza l'adozione di bombe guidate diminuisce la necessità di colpire ripetutamente lo stesso bersaglio per distruggerlo, con ciò riducendo i rischi per gli aviatori e la quantità di danni collaterali, il termine militare coniato per descrivere gli effetti non voluti in prossimità dei bersagli.
Nella terminologia militare anglosassone le bombe guidate vengono identificate con la sigla GBU (dalle iniziali di guided bomb unit) e sono una delle tipologie della più vasta famiglia delle precision-guided munition (PGM).
La creazione di munizioni di precisione guidate ha portato a rinominare retroattivamente le bombe aeree di epoca precedente con il nome di bombe a caduta libera o bombe non guidate o "bombe stupide".